# 福岡シティ銀行

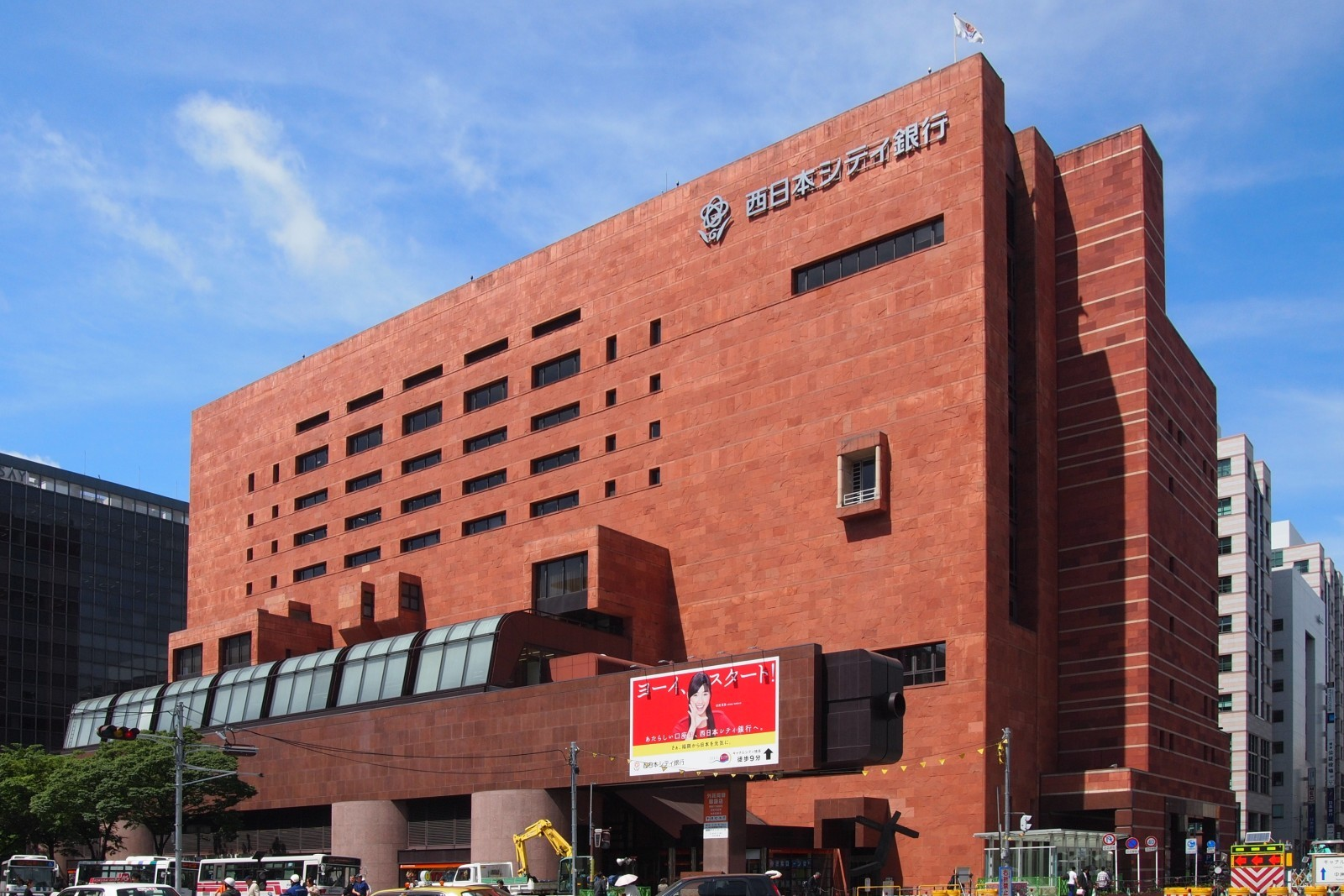
旧:福岡シティ銀行本店
西日本シティ銀行本店として使用されたが、再開発のため解体

株式会社福岡シティ銀行（ふくおかシティぎんこう）は、福岡県福岡市博多区に本店を置いていた第二地方銀行。

## 概要
2004年10月1日に株式会社西日本銀行と合併し株式会社西日本シティ銀行となり解散した。
磯崎新が設計し、株式会社大林組が施工を担当し、福岡相互銀行当時に完成した旧本店ビルは、消滅行でありながら合併行である西日本シティ銀行の本店となっていた。この他にも支店には磯崎が設計したものがある。

## 沿革
- 1924年（大正13年）8月 - 福岡無尽株式会社設立。
- 1951年（昭和26年）10月 - 株式会社福岡相互銀行と商号変更。
- 1972年（昭和47年）5月 - 福岡県第一信用組合を合併。
- 1973年（昭和48年）2月 - 小郡信用組合を合併。
- 1974年（昭和49年）2月 - 筑後信用組合を合併。
- 1989年（平成元年）2月 - 金融機関の合併及び転換に関する法律（昭和43年法律第86号）に基づく認可により普通銀行に転換し、株式会社福岡シティ銀行と商号変更。
- 2001年（平成13年）12月 - 株式会社長崎銀行の株式を公開買付けし、同行の議決権の過半を有する筆頭株主となる。（2004年3月現在の議決権比率約84.48%、2014年12月には後身の西日本シティ銀行が完全子会社化。）
- 2004年（平成16年）10月1日 - 株式会社西日本銀行（同日付で株式会社西日本シティ銀行と商号を変更）と合併し、解散。

## その他
公式ウェブサイトのURLhttp://www.fcb.co.jp/は、2007年以降別会社が使用している。